# 特克斯與凱科斯群島足球代表隊
特克斯與凱科斯群島足球代表隊是特克斯與凱科斯群島的足球代表隊，由特克斯與凱科斯群島足球協會管理，現時屬於國際足協及中北美洲及加勒比海足球協會成員國之一。特克斯與凱科斯群島至今仍未參加過任何國際大賽的決賽週，無論在世界盃及美洲金盃外圍賽階段從未取得過出線資格。

## 世界盃成績
- 1930年 至 1998年 – 未參加
- 2002年 至 2018年 – 外圍賽出局